# Convent de les Missioneres de la Sagrada Família de Natzaret
El Convent de les Missioneres de la Sagrada Família de Natzaret és un edifici del municipi d'Aiguafreda (Osona) que forma part de l'Inventari del Patrimoni Arquitectònic de Catalunya.

## Descripció
És un edifici entre mitgeres, de planta baixa i dos pisos. Es distingeixen tres cossos. El cos de més al sud, que inclou la capella, és d'estructura més clàssica. El cos central està coronat per un campanar d'espadanya que sobresurt. L'altre cos és de caràcter neogòtic. Visualment, els tres cossos estan molt unificats per la utilització de pedra vista i per un ritme d'obertures en els tres pisos, solament trencat pel rosetó de la capella i el seu coronament. Totes les obertures estan emmarcades.

## Història
El 5 de març de 1894 les Missioneres Filles de la Sagrada Família de Natzaret prengueren possessió de la casa noviciat. A la inauguració hi assistí el bisbe de Vic, Josep Morgades i Gili, i el seu fundador, sant Josep Manyanet i Vives.